# Olympische Sommerspiele 1980/Teilnehmer (Finnland)
| Gelbes Symbol für Goldmedaillen mit stilisierten Olympischen Ringen | Graues Symbol für Silbermedaillen mit stilisierten Olympischen Ringen | Braundes Symbol für Bronzemedaillen mit stilisierten Olympischen Ringen |
| ------------------------------------------------------------------- | --------------------------------------------------------------------- | ----------------------------------------------------------------------- |
| 3                                                                   | 1                                                                     | 4                                                                       |

Finnland nahm an den Olympischen Sommerspielen 1980 in Moskau mit einer Delegation von 105 Athleten (99 Männer und 6 Frauen) an 71 Wettkämpfen in 16 Sportarten teil.
Die finnischen Sportler gewannen drei Gold-, eine Silber- und vier Bronzemedaillen. Damit belegte Finnland im Medaillenspiegel den zwölften Platz. Olympiasieger wurden der Bogenschütze Tomi Poikolainen, der Ruderer Pertti Karppinen im Einer und der Segler Esko Rechardt im Finn-Dinghy. Der Leichtathlet Kaarlo Maaninka gewann über 10.000 Meter die Silber- sowie über 5000 Meter die Bronzemedaille. Die drei übrigen Bronzemedaillen sicherten sich die Bogenschützin Päivi Aaltonen, der Ringer Mikko Huhtala im Weltergewicht des griechisch-römischen Stils sowie die Segler Georg Tallberg und Jouko Lindgren in der 470er-Jolle. Fahnenträger bei der Eröffnungsfeier war der Segler Peter Tallberg.

## Teilnehmer nach Sportarten

### Bogenschießen
Männer
- Tomi Poikolainen
Einzel: Gold

- Kyösti Laasonen
Einzel: 7. Platz

Frauen
- Päivi Aaltonen
Einzel: Bronze

- Carita Jussila
Einzel: 14. Platz

### Boxen
- Antti Juntumaa
Halbfliegengewicht: im Achtelfinale ausgeschieden

- Veli Koota
Bantamgewicht: im Achtelfinale ausgeschieden

- Hannu Kaislama
Federgewicht: in der 1. Runde ausgeschieden

- Kalevi Marjamaa
Weltergewicht: im Achtelfinale ausgeschieden

- Tarmo Uusivirta
Mittelgewicht: im Achtelfinale ausgeschieden

### Fechten
Männer
- Heikki Hulkkonen
Florett: 27. Platz
Florett Mannschaft: 9. Platz

- Mikko Salminen
Florett: 30. Platz
Florett Mannschaft: 9. Platz

- Peder Planting
Florett: 36. Platz
Florett Mannschaft: 9. Platz

- Kimmo Puranen
Florett Mannschaft: 9. Platz

- Peter Grönholm
Florett Mannschaft: 9. Platz

### Fußball
- in der Gruppenphase ausgeschieden
Ari-Pekka Heikkinen
Juhani Himanka
Aki Lahtinen
Ari Tissari
Hannu Turunen
Jouko Alila
Jouko Soini
Juha Dahllund
Juha Helin
Juha Rissanen
Kari Virtanen
Olli Isoaho
Raimo Kuuluvainen
Teuvo Vilen
Tomi Jalo
Vesa Pulliainen

### Gewichtheben
- Arvo Ojalehto
Bantamgewicht: 13. Platz

- Juhani Salakka
Leichtgewicht: 10. Platz

- Tapio Kinnunen
Mittelgewicht: 6. Platz

- Juhani Avellan
Halbschwergewicht: 8. Platz

- Pekka Niemi
1. Schwergewicht: 10. Platz

- Viktor Sirkiä
2. Schwergewicht: 9. Platz

- Jouko Leppä
Superschwergewicht: Wettkampf nicht beendet

### Judo
- Reino Fagerlund
Superleichtgewicht: in der 1. Hoffnungsrunde ausgeschieden

- Seppo Myllylä
Leichtgewicht: im Achtelfinale ausgeschieden

- Jaakko Saari
Offene Klasse: in der 1. Runde ausgeschieden

### Kanu
Männer
- Hannu Kojo
Einer-Kajak 1000 m: im Viertelfinale ausgeschieden

- Timo Grönlund
Einer-Canadier 500 m: 6. Platz
Einer-Canadier 1000 m: 6. Platz

- Jarmo Hakala
Zweier-Canadier 500 m: im Halbfinale ausgeschieden
Zweier-Canadier 1000 m: im Halbfinale ausgeschieden

- Jyrki Hakala
Zweier-Canadier 500 m: im Halbfinale ausgeschieden
Zweier-Canadier 1000 m: im Halbfinale ausgeschieden

### Leichtathletik
Männer
- Antti Loikkanen
1500 m: im Halbfinale ausgeschieden

- Kaarlo Maaninka
5000 m: Bronze 
10.000 m: Silber

- Martti Vainio
5000 m: 11. Platz
10.000 m: 13. Platz

- Lasse Virén
10.000 m: 5. Platz
Marathon: Rennen nicht beendet

- Håkan Spik
Marathon: 32. Platz

- Jouni Kortelainen
Marathon: Rennen nicht beendet

- Arto Bryggare
110 m Hürden: 6. Platz

- Tommy Ekblom
3000 m Hindernis: 12. Platz

- Vesa Laukkanen
3000 m Hindernis: im Halbfinale ausgeschieden

- Reima Salonen
20 km Gehen: 9. Platz
50 km Gehen: Rennen nicht beendet

- Tapani Haapakoski
Stabhochsprung: 9. Platz

- Rauli Pudas
Stabhochsprung: 12. Platz

- Antti Kalliomäki
Stabhochsprung: ohne gültige Höhe

- Olli Pousi
Dreisprung: ohne gültige Weite

- Reijo Ståhlberg
Kugelstoßen: 4. Platz

- Markku Tuokko
Diskuswurf: 9. Platz

- Harri Huhtala
Hammerwurf: 9. Platz

- Juha Tiainen
Hammerwurf: 10. Platz

- Antero Puranen
Speerwurf: 5. Platz

- Pentti Sinersaari
Speerwurf: 6. Platz

- Aimo Aho
Speerwurf: 9. Platz

- Esa Jokinen
Zehnkampf: 9. Platz

- Johannes Lahti
Zehnkampf: 11. Platz

Frauen
- Helinä Laihorinne-Marjamaa
100 m: im Vorlauf ausgeschieden

- Pirjo Häggman
400 m: 7. Platz

- Tiina Lillak
Speerwurf: 14. Platz

### Moderner Fünfkampf
- Heikki Hulkkonen
Einzel: 10. Platz
Mannschaft: 7. Platz

- Jussi Pelli
Einzel: 24. Platz
Mannschaft: 7. Platz

- Pekka Santanen
Einzel: 31. Platz
Mannschaft: 7. Platz

### Radsport
- Harry Hannus
Straßenrennen: 12. Platz
Mannschaftszeitfahren: 7. Platz

- Kari Puisto
Straßenrennen: 24. Platz
Mannschaftszeitfahren: 7. Platz

- Mauno Uusivirta
Straßenrennen: 38. Platz

- Patrick Wackström
Mannschaftszeitfahren: 7. Platz

- Sixten Wackström
Straßenrennen: Rennen nicht beendet
Mannschaftszeitfahren: 7. Platz
Bahn Einerverfolgung 4000 m: 11. Platz

### Reiten
- Kyra Kyrklund
Dressur: 5. Platz

- Christopher Wegelius
Springreiten: 12. Platz

### Ringen
- Reijo Haaparanta
Halbfliegengewicht, griechisch-römisch: 5. Platz

- Taisto Halonen
Fliegengewicht, griechisch-römisch: 7. Platz

- Pertti Ukkola
Bantamgewicht, griechisch-römisch: in der 3. Runde ausgeschieden

- Tapio Sipilä
Leichtgewicht, griechisch-römisch: in der 2. Runde ausgeschieden

- Mikko Huhtala
Weltergewicht, griechisch-römisch: Bronze

- Jarmo Övermark
Mittelgewicht, griechisch-römisch: in der 2. Runde ausgeschieden

- Keijo Manni
Halbschwergewicht, griechisch-römisch: in der 3. Runde ausgeschieden

- Pekka Rauhala
Leichtgewicht, Freistil: 8. Platz

### Rudern
- Pertti Karppinen
Einer: Gold

### Schießen
- Olavi Heikkinen
Schnellfeuerpistole 25 m: 29. Platz

- Seppo Saarenpää
Freie Pistole 50 m: 5. Platz

- Paavo Palokangas
Freie Pistole 50 m: 8. Platz

- Mauri Röppänen
Kleinkalibergewehr Dreistellungskampf 50 m: 4. Platz

- Timo Hagman
Kleinkalibergewehr Dreistellungskampf 50 m: 19. Platz
Kleinkalibergewehr liegend 50 m: 5. Platz

- Jyrki Lehtonen
Kleinkalibergewehr liegend 50 m: 25. Platz

- Jorma Lievonen
Laufende Scheibe 50 m: 6. Platz

- Juha Rannikko
Laufende Scheibe 50 m: 12. Platz

- Ari Westergård
Skeet: 8. Platz

### Schwimmen
Männer
- Martti Järventaus
100 m Brust: im Vorlauf ausgeschieden
200 m Brust: im Vorlauf ausgeschieden

### Segeln
- Esko Rechardt
Finn-Dinghy: Gold

- Georg Tallberg
470er-Jolle: Bronze

- Jouko Lindgren
470er-Jolle: Bronze

- Mathias Tallberg
Star: 11. Platz

- Peter Tallberg
Star: 11. Platz

- Juha Siira
Tornado: 6. Platz

- Pekka Narko
Tornado: 6. Platz